# Cyców
Cyców è un comune rurale polacco del distretto di Łęczna, nel voivodato di Lublino.
Ricopre una superficie di 147,87 km² e nel 2004 contava 7 496 abitanti.